# Парис, Кармен
Ка́рмен Пари́с (исп. Carmen París Mondaray, род. в Таррагоне, Испания, 1966 г.) — испанская певица и композитор, придумавшая новые музыкальные интерпретации хоты.

## Биография
Выросла в городе Утебо, Сарагоса. Училась играть на фортепьяно, виолончели, гитаре, занималась по классу вокала, имеет диплом по английской филологии. В середине 90-х создала спектакль исп. «Carmen Lanuit», с которым была приглашена в престижный мадридский зал исп. «Moroco». Пела в группе «Jamaica». Первый диск исп. «Pa´mi genio» (2002) записала с музыкантами, играющими джаз и фламенко: Чано Домингесом (исп. Chano Domínguez), Гильермо МакГилом (исп. Guillermo McGuill) и Хавьером Колиной (исп. Javier Colina). Этот диск продемонстрировал зрелость певицы, снискал ей известность и награды: было продано около 40 000 копий и получена Премия 2003 года за Лучший альбом традиционной музыки.
Институт Сервантеса выбрал её в качестве гастролирующего представителя испанской культуры, поэтому она побывала в Болгарии, России и Марокко.
После этого выходит диск исп. «Jotera lo serás tú» (2005), где хота переплетается с арабскими мелодиями и исп. "InCubando" (2008), придуманный на Кубе, но записанный в Испании. В нём хота оказывается приправленной кубинскими ритмами, — сочетание, свойственное авторскому стилю Кармен Парис. Этот диск получил премию Лучший диск в стиле фьюжн за 2009 год.